# قاتل النينجا
قاتل النينجا (بالإنجليزية: Ninja Assassin) فيلم إصدار عام 2009
الفيلم بتقييم 6.3 في IMDb ومن بطولة Rain .

## قصة الفيلم
قصة الفيلم عن شاب تدرب في صغره علي القتال كنينجا
لكنه يدير ظهره لهم، مما يؤدي لقتاله مع نينجا اخرمن عشيرته.

## فريق العمل
- Rain بدور Raizo
- سونغ كانغ بدور Hollywood
- Randall Duk Kim بدور Tattoo Master
- ناعومي هاريس بدور Mika
- lee joon بدور Teenage Raizo

## روابط خارجية
- قاتل النينجا على موقع IMDb (الإنجليزية)
- قاتل النينجا على موقع ميتاكريتيك (الإنجليزية)
- قاتل النينجا على موقع روتن توميتوز (الإنجليزية)
- قاتل النينجا على موقع نتفليكس (الإنجليزية)
- قاتل النينجا على موقع قاعدة بيانات الأفلام العربية
- قاتل النينجا على موقع ألو سيني (الفرنسية)
- قاتل النينجا على موقع Turner Classic Movies (الإنجليزية)
- قاتل النينجا على موقع أول موفي (الإنجليزية)
- قاتل النينجا على موقع بوكس أوفيس موجو (الإنجليزية)
- قاتل النينجا على موقع فيلمافينيتي (الإسبانية)